# (9867) 1991 VM
A (9867) 1991 VM a Naprendszer kisbolygóövében található aszteroida. Natori Akira és Urata Takesi fedezte fel 1991. november 3-án.